# NGC 4328
NGC 4328 је елиптична галаксија у сазвежђу Береникина коса која се налази на NGC листи објеката дубоког неба.
Деклинација објекта је + 15° 49' 13" а ректасцензија 12h 23m 20,0s. Привидна величина (магнитуда) објекта NGC 4328 износи 13,3 а фотографска магнитуда 14,3. NGC 4328 је још познат и под ознакама MCG 3-32-19, CGCG 99-34, VCC 634, PGC 40209.